# Арен, Поль
Поль-Огюст Арен (фр. Paul-Auguste Arène; 26 июня 1843, Систерон — 17 декабря 1896, Антиб, Прованс) — французский и провансальский поэт, писатель
 и журналист. Автор стихов на французском и провансальском языках.

## Биография
Родился в семье часовщика.
Работал учителем в средних школах Марселя и Вана. В 1865 году бросил университет ради журналистики. Начал сотрудничать с Le Figaro littéraire, сочинил на провансальском языке свои первые стихи, которые появились в «Авиньонском альманахе» Жозефа Руманиля.
Участвовал анонимно в составлении «Lettres de mon moulin» A. Доде (1868); навсегда оставался верным традициям богемы и родному Провансу, воспетому им в сочинениях «Au bon soleil» (сборник рассказов, 1879) и «La Chèvre d’or» (роман, 1889).
Кроме того Арен написал глубоко поэтические «Contes de Noël» и «La vraie tentation de Saint-Antoine» (1879); «Vingt jours en Tunisie» (1884); «Le canot de six capitaines» (1888); «Paris ingénu» (1882); «Le midi bouge» (1895); «Contes choisis» (1896); «Domnine» (1896); «Friquette et Friquets» (1897); «Le secret de Polichinelle» (1897); «Les Poésies de P. A.» (1899).